# Thomas Kraft
Thomas Kraft (ur. 22 lipca 1988 w Kirchen) – niemiecki piłkarz występujący na pozycji bramkarza, zawodnik w klubie Hertha BSC.

## Życiorys

### Kariera klubowa
W roku 2006 zadebiutował w drużynie rezerw Bayernu Monachium. W latach 2008–2010 był trzecim bramkarzem pierwszego zespołu. Po odejściu z klubu Michaela Rensinga w 2010 roku, został mianowany drugim bramkarzem pierwszego zespołu. W pierwszej drużynie zadebiutował w towarzyskim Liga Total Cup!. Pierwszy oficjalny występ zaliczył w meczu o Superpuchar Niemiec w roku 2010. 23 listopada 2010 zadebiutował w Lidze Mistrzów w meczu przeciwko włoskiemu klubowi AS Roma, natomiast 15 stycznia 2011 w Bundeslidze przeciwko VFL Wolfsburg. Od stycznia 2011 był pierwszym bramkarzem Bayernu. 
1 lipca 2011 podpisał czteroletni kontrakt z Herthą Berlin, którą wzmocnił przed sezonem 2011/12. W Hercie zadebiutował 6 sierpnia 2011 na stadionie Olympiastadion (Berlin, Niemcy) w przegranym meczu ligowym z 1. FC Nürnberg.

## Sukcesy

### Klubowe
Bayern Monachium
- Zwycięzca Bundesligi: 2007/2008, 2009/2010
- Zdobywca drugiego miejsca Bundesligi: 2008/2009
- Zwycięzca w Pucharze Niemiec: 2007/2008, 2009/2010
- Zwycięzca w Superpucharze Niemiec: 2010/2011
- Zwycięzca w Pucharze Ligi Niemieckiej: 2007
- Zdobywca drugiego miejsca w Lidze Mistrzów UEFA: 2009/2010
- Zwycięzca Audi Cup: 2009

Hertha BSC
- Zwycięzca 2. Fußball-Bundesliga: 2012/2013